# Sussex County (New Jersey)
Sussex County is een county in de Amerikaanse staat New Jersey.
De county heeft een landoppervlakte van 1.350 km² en telt 144.166 inwoners (volkstelling 2000). De hoofdplaats is Newton.

## Bevolkingsontwikkeling

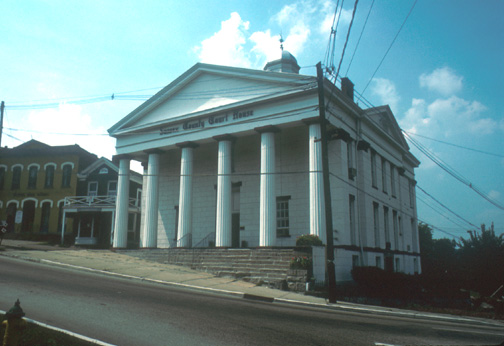
Sussex County Courthouse

Atlantic · Bergen · Burlington · Camden · Cape May · Cumberland · Essex · Gloucester · Hudson · Hunterdon · Mercer · Middlesex · Monmouth · Morris · Ocean · Passaic · Salem · Somerset · Sussex · Union · Warren